# Graafschap Hohenlohe-Neuenstein

Vorstendom Hohenlohe

Het graafschap Hohenlohe-Neuenstein was een tot de Frankische Kreits behorend graafschap binnen het Heilige Roomse Rijk. Het vorstendom had een oppervlakte van 1210 km².

## Hohenlohe-Neuenstein van 1551 tot de deling in 1677
Het graafschap Hohenlohe werd in de middeleeuwen verschillende malen verdeeld. In 1551 waren op een na alle takken uitgestorven, maar na de dood van graaf Georg deelden zijn zoons in 1553 de bezittingen:
- Lodewijk Casimir kreeg Neuenstein met Langenburg, Weikersheim, Künzelsau, Kirchberg en Ingelfingen.
- Eberhard kreeg Waldenburg met Sindringen, Pfädelbach en Schillingfürst.
- Georg kreeg Bartenstein (uitgestorven 1554, in 1555 bij Hohenlohe-Waldenburg gevoegd)
- Öhringen bleef gemeenschappelijk bezit.

Na de dood van graaf Lodewijk Casimir van Hohenlohe-Neuenstein in 1568 deelden zijn vier zoons de bezittingen:
- Albrecht kreeg Weikersheim en Langenburg (uitgestorven in 1575)
- Wolfgang kreeg?
- Philips kreeg Neuenstein (uitgestorven in 1606)
- Frederik kreeg Langenburg (uitgestorven in 1590)

Graaf Wolfgang herenigde stap voor stap alle gebieden van Hohenlohe-Neuenstein onder zijn bewind.
Na de dood van graaf Wolfgang in 1610 werd het graafschap opnieuw verdeeld onder zijn zoons:
- Georg Frederik kreeg Weikersheim (uitgestorven in 1647)
- Kraft (Crato) kreeg Neuenstein en het aandeel in Oehringen (uitgestorven in 1805)
- Philips Ernst kreeg Langenburg met Kirchberg en Ingelfingen

Graaf Georg Frederik van Hohenlohe-Weikersheim was als lid van de Boheemse standen betrokken bij de afzetting van de Habsburgers als koning van Bohemen. Na de Slag op de Witte Berg in 1620 werd de rijksban over hem uitgesproken. In 1623 werd de rijksban opgeheven. De graaf steunde in een volgende fase van de Dertigjarige Oorlog de koning van Zweden, waardoor hij in in 1633 in het bezit kwam van de proosdij Ellwangen en gebieden van de Duitse Orde. Het gevolg was dat in 1634 de rijksban opnieuw werd uitgesproken en dat zijn gebieden in 1637 namens de keizer in bezit werden genomen door de Duitse Orde. Na het uitsterven van Hohenlohe-Weikersheim in 1647 maakte Hohenlohe-Neuenstein aanspraak op de erfenis. Paragraaf 40 van artikel 4 van het vredesverdrag van Osnabrück van 1648 legde de restitutie van de heerlijkheid Weikersheim en het klooster Scheftersheim vast.
In 1631 kwam het bovengraafschap Gleichen met Ohrdruf als leen van Saksen-Gotha in het gemeenschappelijke bezit van Hohenlohe-Neuenstein en Hohenlohe-Langenburg. Het graafschap Gleichen was niet rijksvrij en de successie was gebaseerd op een erfverbroedering. In 1665 deelden de twee takken het bovengraafschap Gleichen.

## Hohenlohe-Neuenstein in Neuenstein, Weikersheim en Öhringen van 1641 tot 1805
Na de dood van graaf Kraft van Hohenlohe-Neuenstein in 1641 werd de regering eerst overgenomen door zijn oudste zoon, maar in 1677 verdeelden zij het bezit.
- Johan Frederik kreeg Öhringen (uitgestorven in 1805)
- Siegfried kreeg Weikersheim (afstand ten gunste van oudste tak in 1702, uitgestorven in 1709)
- Wolfgang Julius kreeg Neuenstein (uitgestorven in 1698)
- Johan Lodewijk kreeg Künzelsau (uitgestorven in 1689)

In 1702 vond er een nieuwe verdeling plaats tussen de zoons van Johan Frerderik:
- Karel Lodewijk kreeg Langenburg, Weikersheim en het deel van het graafschap Gleichen (uitgestorven in 1756)
- Johan Frederik kreeg Öhringen (uitgestorven in 1805)

Na de dood van Karel Lodewijk werd het bezit verenigd onder Johan Frederik, die op 4 april 1764 verheven werd tot rijksvorst van Hohenlohe-Öhringen. In 1782 stond Hohenlohe-Waldenburg zijn aandeel in het sinds de deling van 1553 gemeenschappelijke Öhringen af.
Op 21 juni 1796 werd een vergelijk gesloten tussen de koning van Pruisen als vorst van Ansbach en Hohenlohe-Neuenstein. In dit vergelijk kregen gedeelde dorpen één overheid en andere dorpen wisselden van overheid. Hierdoor ontstonden er rationelere grenzen.
- Hohenlohe-Neuenstein kwam in het volledige bezit van: Dienbott, Ebertsbronn, Fuchshof, Großbärenweiler, Hetzelshof, Lehnsiedel, Lindlein, Lobenhausen, Raicha, Seibotenberg, Sigisweiler, Schmalfelden, Speckheim en Werdeckerhof.
- Pruisen kwam in het volledige bezit van: Beimbach, Belgenthal, Blobach, Erpsersweiler, Helmeshofen, Herrothshausen, Kleinbretheim, Kupferhof, Langensteinach, Lenkerstetten, Libesdorf, Nieder-Rimbach, Niederwinden, Riddern, Rükkeshagen, Simmershofen, Tiefenbach, Triensbach, Wiesenbach en Wittenweiler.

Paragraaf 19 van de Reichsdeputationshauptschluss van 25 februari 1803 geeft de vorst van Hohenlohe-Neuenstein (lees Hohenlohe-Öhringen) voor de afstand van het dorp Münster en het oostelijk deel van het Carlsberger gebied: het dorp Amrichshausen en de aandelen die Keur-Mainz, het prinsbisdom Würzburg en het klooster Comburg hadden in het dorp Künzelsau. Paragraaf 32 kende de vorst van Hohenlohe-Neuenstein een zetel toe in de raad van vorsten van de Rijksdag.
Op 27 juli 1805 stierf het geslacht uit met vorst Karel. Er ontstond toen een successiestrijd tussen de drie andere takken : Hohenlohe-Langenburg, Hohenlohe-Ingelfingen en Hohenlohe-Kirchberg. Uiteindelijk kwamen volgens een vergelijk van 1811 Künzelsau en Öhringen aan Hohenlohe-Ingelfingen, Weikersheim aan Hohenlohe-Langenburg en Hohenlohe-Kirchberg en Forchtenberg en Ernsbach gemeenschappelijk aan de drie takken, maar inmiddels hadden deze vorsten hun soevereiniteit verloren.

## Hohenlohe-Neuenstein in Langenburg, Ingelfingen en Kirchberg van 1628 tot 1806
Graaf Philps Ernst van Hohenlohe-Langenburg werd na zijn dood in 1628 opgevolgd door zijn vijf zoons. Het gebied werd niet verdeeld en alleen de jongste broer, Hendrik Frederik had mannelijke nakomelingen. Na zijn dood in 1699 deelden zijn zoons het gebied:
- Albrecht Wolfgang kreeg Langenburg
- Christiaan Kraft kreeg Ingelfingen
- Frederik Eberhard kreeg Kirchberg (uitgestorven in 1861)

De graven van deze drie de takken werden op 7 januari 1764 tot rijksvorst verheven. Na het uitsterven van Hohenlohe-Öhringen in 1805 nam de vorst van Hohenlohe-Ingelfingen in 1806 de titel vorst van Hohenlohe-Oehringen aan, terwijl zijn jongere broer de titel vorst van Hohenlohe-Ingelfingen ging voeren.
Paragraaf 19 van de Reichsdeputationshauptschluss van 25 februari 1803 gaf de vorst van Hohenlohe-Ingelfingen voor het verlies van zijn rechten en aanspraken op de 7 dorpen Königshofen, Rettersheim, Reiderfeld, Wermuthhausen, Neubronn, Streichenthal en Oberndor: het dorp Nagelsberg.
In artikel 24 van de Rijnbondakte van 12 juli 1806 werden de enclaves van het vorstendom Hohenlohe binnen het markgraafschap Ansbach en binnen de rijksstad Rothenburg, met name het hoofdambt Kirchberg onder de soevereiniteit van het koninkrijk Beieren gesteld. In de volgende paragraaf werden alle bezittingen van de vorsten van Hohenlohe, met uitzondering van bovengenoemde onder de soevereiniteit van het koninkrijk Württemberg gesteld. Dit was de mediatisering.
Door het verdrag van Parijs van 18 mei 1810 tussen de koninkrijken Beieren en Württemberg kwam het hoofdambt Kirchberg ook aan Württemberg.

## Bezittingen
Hohenlohe-Neuenstein-Öhringen;
- de ambten Öhringen, Neuenstein-Kirchenhall, Michelbach-Beutingen, Forchtenberg-Nidernhall, Künzelsau, Hollenbach en Weikersheim

Hohenlohe-Neuenstein-Langenburg
- de stad en het ambt Langenburg

Hohenlohe-Neuenstein-Ingelfingen
- de stad en het ambt Ingelfingen
- het ambt Schrozberg

Hohenlohe-Neuenstein-Kirchberg
- de stad en het ambt Kirchberg
- het ambt Döttingen